# آتلانتیس (فلوریدا)
آتلانتیس (به انگلیسی: Atlantis) شهری در شهرستان پام بیچ ایالت فلوریدا است که در سال ۱۹۵۹ بنیان‌گذاری شده‌است. این شهر طبق سرشماری سال ۲۰۱۰ میلادی، ۲٬۰۰۵ نفر جمعیت داشته و مساحت آن نیز ۳٫۷ کیلومتر مربع است.